# Bajszos cerkóf
A bajszos cerkóf (Cercopithecus cephus) a cerkóffélék családjába tartozó, Közép-Afrikában honos majomfaj.

## Megjelenése

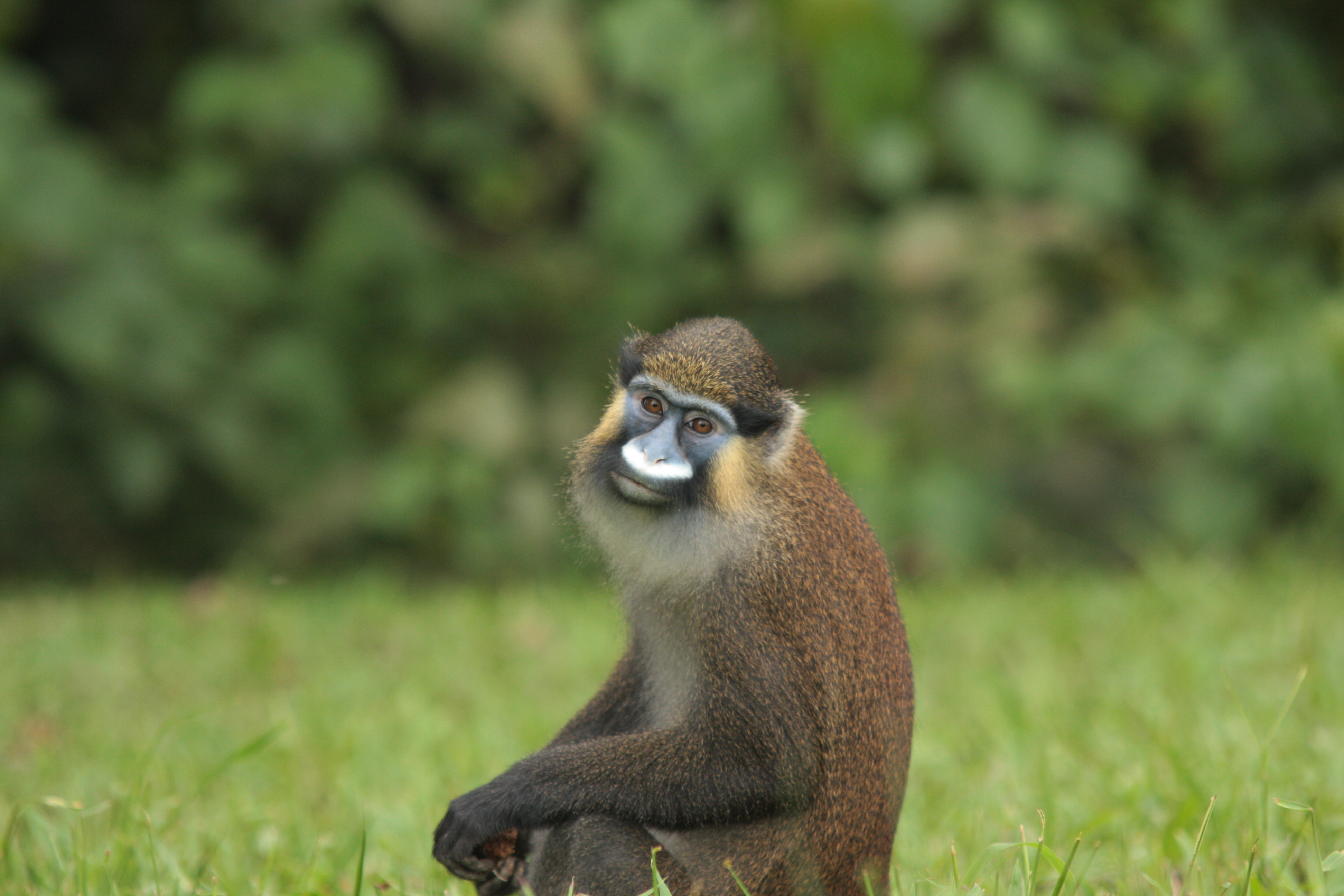

A bajszos cerkóf könnyen felismerhető színes arcmintázatáról. Arcának felső része csupasz, színe kékes-lilás és orra alatt, a felső ajkán széles, feltűnő, kékesfehér sáv, "bajusz" látható. A bajusz alatt felső és alsó ajka feketén szőrös. Arca két oldalán narancsos sárga oldalszakáll található. Fülei feketék, feje felső része barnásfekete szőrrel borított. Bundája több-kevesebb vörösesbarnával kevert sötétszürke-fekete, végtagjai sötétszürkék, hasán és torkán hamuszürkévé halványodik. Farka hosszabb, mint a testhossza, a C. cephus cephus és C. cephus ngottoensis alfajok esetében feketésszürke, de a vége felé rézvörös. A C. cephus cephodes alfaj farka barna és szürke.
A hím és a nőstény egyforma színezetű, a hím nagyobb.
Átlagos testhossza 52 cm, farokhossza 70 cm. A hímek testsúlya átlagosan 4,3, a nőstényeké 2,9 kg. Fogképlete {\displaystyle {\tfrac {2.1.2.3}{2.1.2.3}}}=32.

## Elterjedése
Közép-Afrika nyugati részén honos Angolában, Kamerunban, a Közép-afrikai Köztársaságban, Kongóban, a Kongói Demokratikus Köztársaságban, Egyenlítői-Guineában és Gabonban. Elterjedési területét északon a Sanaga folyó, dél és kelet felé a Kongó határolja (bár délnyugaton a Kongón túl Észak-Angolába hatol. A C. cephus cephus a leginkább elterjedt alfaj, területének legnagyobb részén ez él. Gabon tengerparti vidékén és az Ogooué River és Kouilou-Niari folyók között a C. cephus cephodes, Észak-Kongóban és a Közép-afrikai Köztársaság délnyugati részén pedig a C. cephus ngottoensis váltja.
Trópusi őserdőkben, másodlagos erdőkben és galériaerdőkben él.

## Életmódja

Bajszos cerkóf az Amszterdami Egyetem Iconografia Zoologica gyűjteményében

A bajszos cerkóf nappal aktív és ideje nagy részét a fák lombkoronájában tölti, ahol ügyesen ugrik egyik ágról a másikra. Akár 20 méteres távolságot is képes átugrani és utána biztonságban megérkezni a másik fára. Megfigyelték, hogy megvannak a kedvelt útvonalai és a csoport tagjai egymás követik az ágak között.
A bajszos cerkófok kétféle csoportba tömörülnek: az egyikben csak hímek vannak, a másik egy domináns hímet és 10-40 nőstényből álló háremét tartalmazza. Utóbbiban néha, rövid időre több hím is megfigyelhető. Gyakran vegyül az apácacerkófok és a fehérorrú cerkófok csoportjaival.
Kommunikációjukban megtalálható a serdülők halk, végén mélyülő, behódoló trillázása a felnőttek felé, a fenyegető farkasszemnézés (esetleg föl-alá fejmozgással, de fogvicsorgatás nélkül) és az üdvözlés, amely során összeérintik az orrukat.
Elsősorban gyümölcsökkel táplálkoznak, azon belül is az olajpálma gyümölcshúsának fogyasztására specializálódtak. Általában azokon a területeken élnek, ahol olajpálma is nő. Az érett gyümölccsel rendelkező fákhoz már a többi majom fal előtt, hajnalban odaérnek és egészen estig maradnak, amikor a többi faj már visszavonul. Olajpálma-gyümölcsön kívül magvakat, leveleket, rovarokat, madártojásokat is fogyasztanak.
A bajszos cerkófra leopárdok, kígyók, ragadozó madarak és az ember vadászik. Ragadozó megjelenése esetén a majmok éles, ritmikusan ismétlődő, vakkantásszerű vészkiáltást hallatnak.

### Szaporodása
A bajszos cerkófok többnejűségben élnek, a csoport domináns hímje 10-40 nősténnyel létesít szexuális kapcsolatot. A közösülést az ovuláló nőstény kezdeményezi azzal, hogy farát odafordítja a hím felé. Időnként az is előfordul, hogy 2-5 hím csatlakozik néhány órára a csoporthoz és a nőstények velük is párzanak.
A párzási időszak ideje a helyi klímától függ. Ahol egész évben vannak esők, a párzás és az utódok születése nagyjából egyenletes eloszlású. Elterjedési területének többségén azonban a párzási időszak júliustól szeptemberig tart és a kölykök december-február között jönnek a világra.
Szülői viselkedése csak kevéssé ismert. Közeli rokonainál a kölykök viszonylag fejletten, nyitott szemekkel jönnek a világra és  kezdettől fogva anyjukba kapaszkodnak. Az utódokról az anya gondoskodik, általában egy évig maradnak együtt. Élettartamáról sem áll sok információ rendelkezésre; egy nőstény példány 31 évig élt fogságban és úgy becsülték, hogy elfogásakor 5 éves lehetett, vagyis 36 évesen pusztult el. A bajszos cerkóf közeli rokonai átlagosan 22 évig élnek a vadonban.

## Környezetvédelmi helyzete
A bajszos cerkóf a Természetvédelmi Világszövetség Vörös listáján nem veszélyeztetett státusszal szerepel. A helyi lakosság vadászik rá és élőhelyét az erdőirtások veszélyeztetik. Szerepel a washingtoni egyezmény II. függelékében, vagyis kereskedelme korlátozott. Több természetvédelmi területen is megtalálható, így léte nem veszélyeztetett. 